# Jelysaweta Botschkarjowa
Jelysaweta Walerijiwna Botschkarjowa, auch Yelyzaveta Bochkarova, (ukrainisch Елизавета Валеріївна Бочкарьова; * 5. Mai 1978 in Lwiw) ist eine ehemalige ukrainische Radsportlerin, die auf Straße und Bahn aktiv war.

## Sportliche Laufbahn
2006 und 2007 wurde Jelysaweta Botschkarjowa ukrainische Meisterin im Straßenrennen, im Einzelzeitfahren belegte sie Rang drei. Beim dritten Lauf des Bahnrad-Weltcup 2007/08 gewann sie gemeinsam mit Lessja Kalytowska und Switlana Haljuk die Mannschaftsverfolgung. In derselben Zusammensetzung wurde die ukrainische Mannschaft bei den UCI-Bahn-Weltmeisterschaften 2010 in Kopenhagen Achte. 2011 wurde sie nationale Vize-Meisterin im Straßenrennen und Dritte im Einzelzeitfahren, bei den Bahn-Europameisterschaften in Apeldoorn belegten Botschkarjowa, Kalytowska und Haljuk Rang vier.
2012 gewann Botschkarjowa gemeinsam mit Haljuk und Ljubow Schulika den dritten Lauf des Bahnrad-Weltcups 2011/12. Bei den Weltmeisterschaften im selben Jahr wurde sie Neunte in der Einerverfolgung. Im selben Jahr startete sie bei den Olympischen Spielen in London und belegte in der Mannschaftsverfolgung mit Kalytowska und Haljuk Platz neun. Anschließend beendete sie ihre Karriere.